# 高木健夫
高木 健夫（たかぎ たけお、1905年12月16日－1981年6月7日）は、日本のジャーナリスト。読売新聞記者。
福井県出身。北京法文学堂に学ぶ。「国民新聞」「読売新聞」「大阪毎日新聞」などの記者を経て、1939年北京で「東亜新報」を創刊、主筆となる。戦後「読売新聞」に論説委員として復帰、1949年から17年間コラム「編集手帳」を担当。退社後「新聞小説史」を編纂。「新聞小説史　明治編」により1974年度芸術選奨文部大臣賞を受賞。

## 著書
- 『狂乱の漢口を衝く 陥落の前夜』今日の問題社, 1938
- 『北京横丁』大阪屋號書店,1943（新生社,1975）
- 『生きている日本史』全3巻　鱒書房, 1952-53
- 『日本という名の独立国』河出書房, 1952
- 『おんな日本史』鱒書房, 1953
- 『わんまん横町』要書房, 1953
- 『パリの200時間』読売新聞社 1954
- 『おとなりの新世界 Reportage』読売新聞社 読売文庫 1955
- 『中国風雲録』正続 鱒書房,現代史シリーズ 1955-56
- 『東京の季節』東峰書房 1955
- 『歴史の映像 第1 (二十四人の剣客)』鱒書房, 1955
- 『天皇と英雄と女たち ものがたり日本史』虎書房, 1956
- 『中共を展望する 日中如何に結ぶべきか』東洋文化協会, 1958
- 『愛情処世術』実業之日本社, 1959
- 『東京の顔 東京の歴史散歩』光書房, 1959
- 『名言中国史』東峰書院 1960
- 『生きている文化史 日中交流の昔と今』内田老鶴圃 老鶴圃新書　1961
- 『新聞記者一代』講談社, 1962
- 『北京繁盛記 花と女と剣と』雪華社 1962
- 『新聞小説史稿 第1』三友社, 1964
- 『読売新聞編集手帳 英和対照』原書房, 1964
- 『紅衛兵 赤い人間像を追う』合同出版 パピルス双書　1967
- 『毛沢東の青春 革命家の誕生』講談社, 1967
- 『東南アジアの夜明け』読売新聞社, 1969
- 『唐詩選の旅』講談社, 1970 のち現代新書
- 『史実・二十四人の剣客』鱒書房 1971
- 『中国よもやま話』番町書房, 1972
- 『夢と爆弾 中国革命史談』番町書房, 1972
- 『金日成物語 領導の芸術家』番町書房, 1973
- 『勝海舟入門』日本文芸社 ダルマ・ブックス　1974
- 『新聞小説史 明治篇』国書刊行会, 1974
- 『読売新聞・風雲の紳士録』読売新聞社, 1974
- 『新聞小説史 大正篇』国書刊行会 1976
- 『新聞走馬灯』地産出版 1978
- 『白頭山に燃える 金日成抗日戦の記録 第1部』現代史出版会, 1978
- 『金日成満州戦記』二月社 1979
- 『北京歳時記』永田書房 1980
- 『新聞小説史 昭和篇』国書刊行会, 1981
- 『金日成祖国への道 抗日遊撃戦の記録』彩流社, 1982
- 『碧落 高木健夫遺墨集』高木健夫遺墨集編纂委員会 1982

### 編著
- 『500人の日本人 読物人物事典』編 宮坂出版社, 1961
- 『世界を動かす200人 読物人物事典』編 宮坂出版社, 1962
- 『新しい中国』編 河出書房新社 1964
- 『60万人の島囚』編著 新時代社, 1969
- 『私を感動させた一言 苦しみをはね返す力』編 大和書房 銀河選書　1970
- 『新聞小説史年表』編 国書刊行会, 1987

## 参考
- 日本人名大事典